# Giovanni Cossa

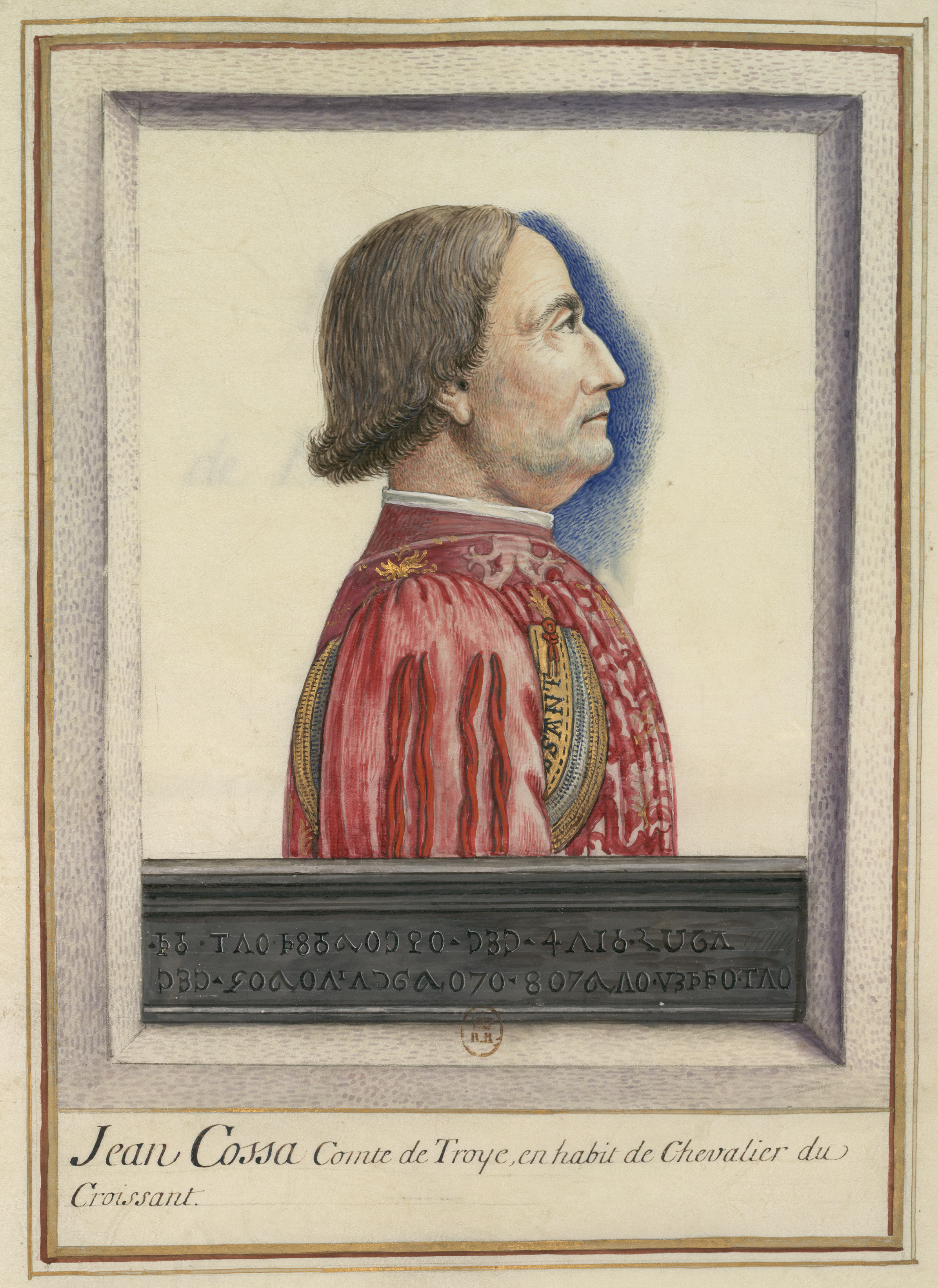
Miniatura con il cosiddetto ritratto di Giovanni Cossa, cavaliere dell'Ordine della Luna Crescente nel costume dell'ordine

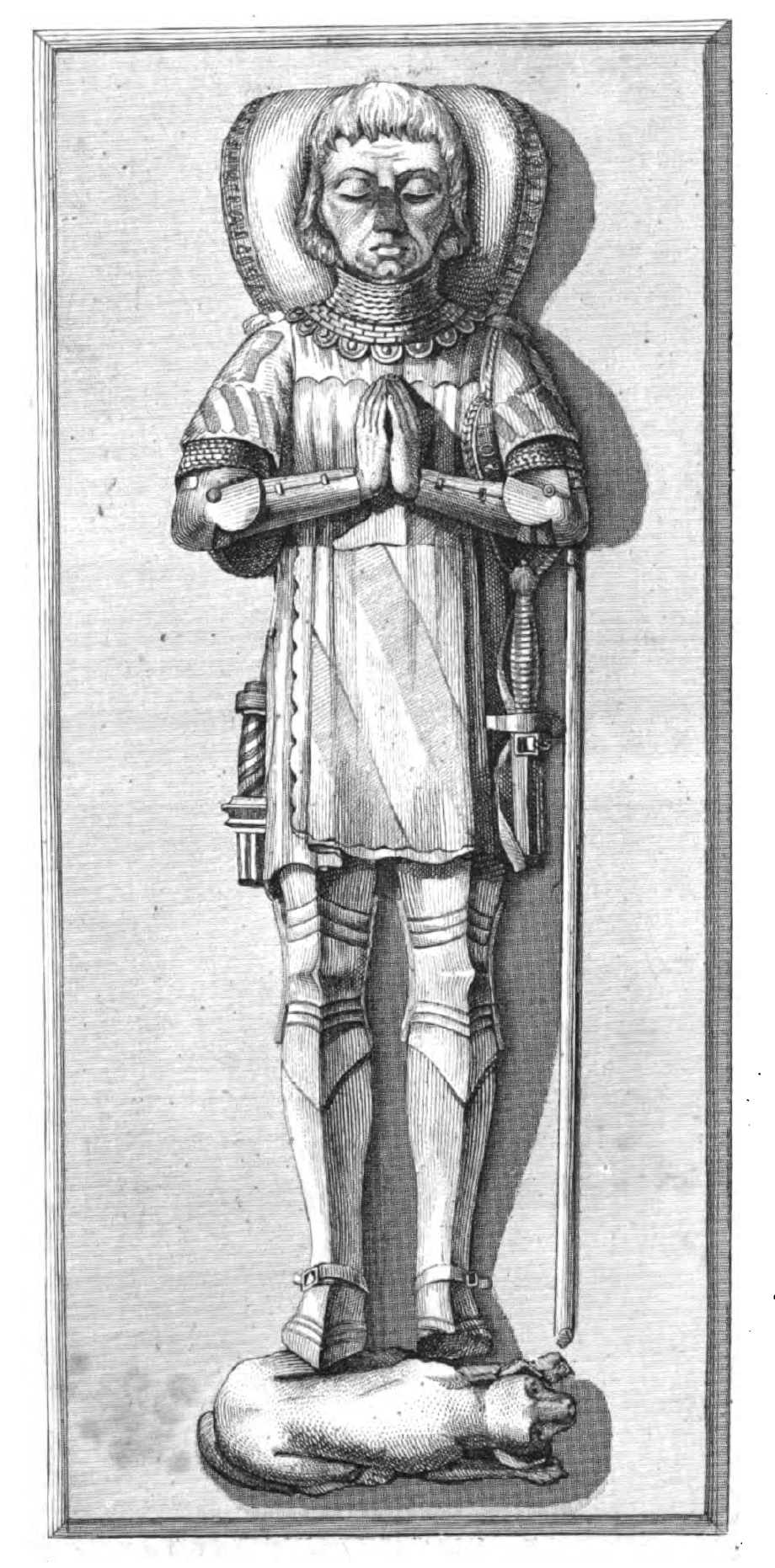
Gisant della tomba di Giovanni Cossa nella cripta della Collegiale reale di Santa Marta a Tarascona.

Armi di Giovanni Cossa: D'argento, a tre bande di verde; al capo di rosso caricato di una coscia e gamba umana d'oro; scudo contornato di un bordura scanalata dello stesso

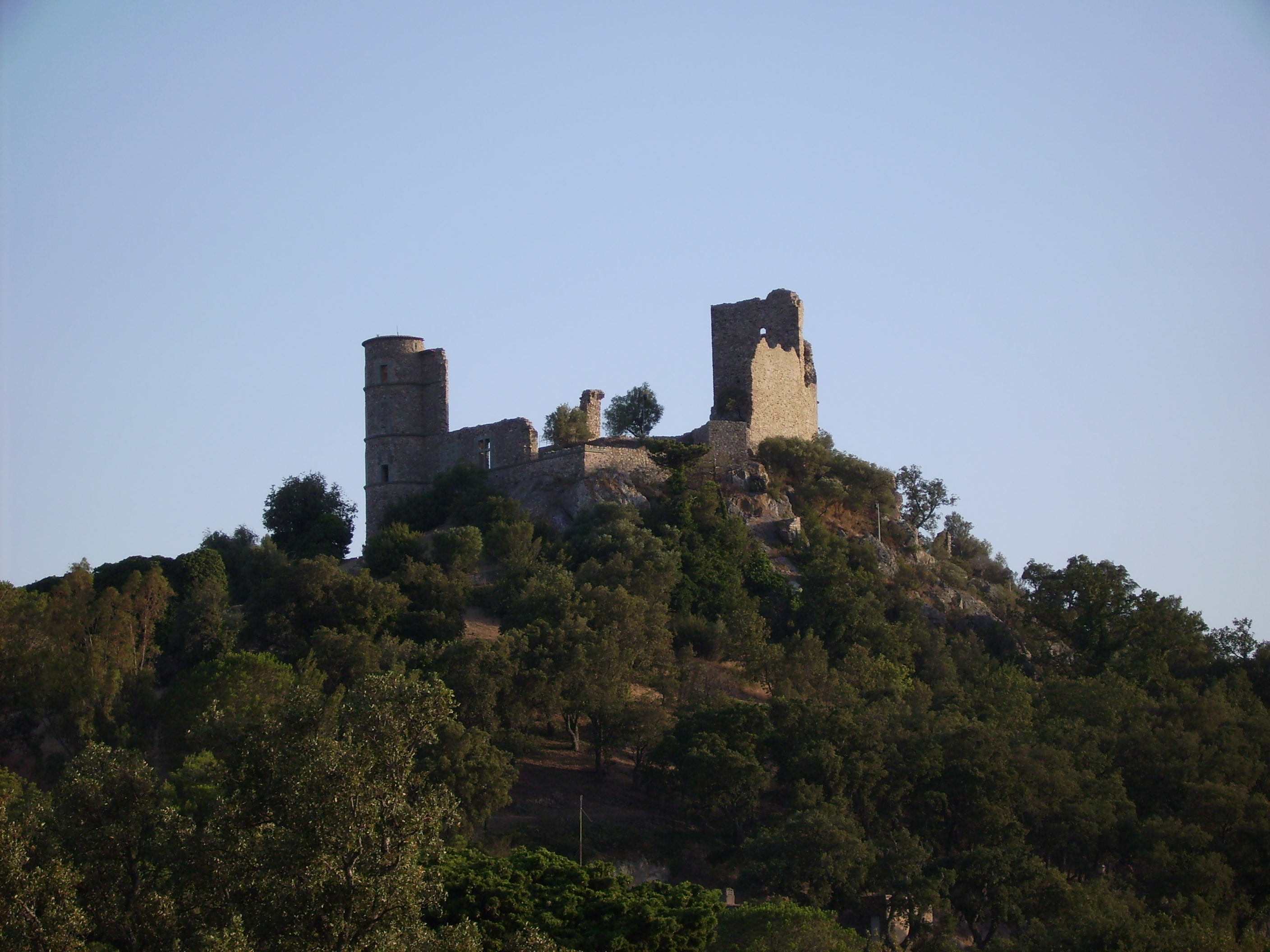
Castello di Grimaud, proprietà di Giovanni Cossa nel XV secolo

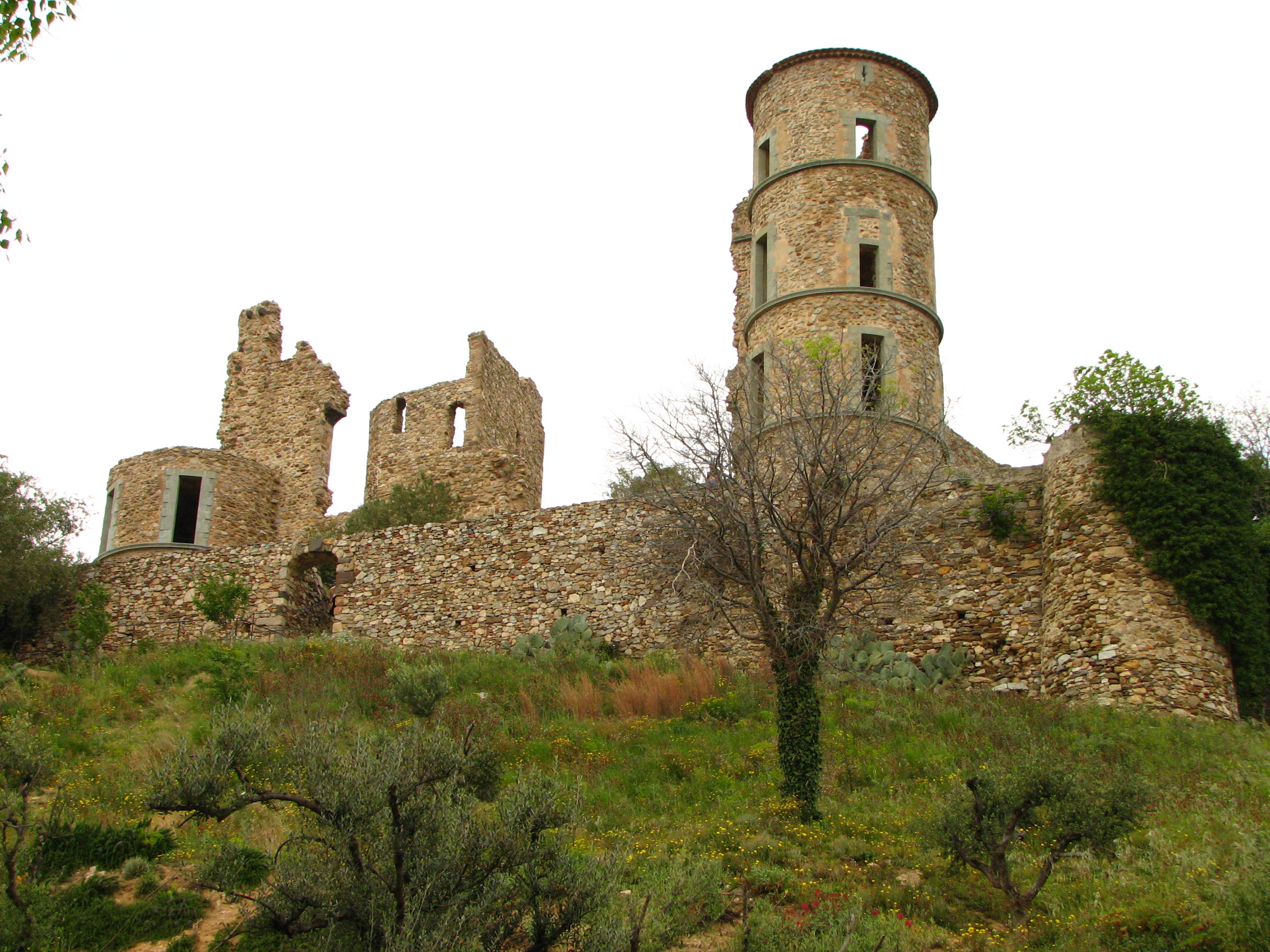
Castello di Grimaud, proprietà di Giovanni Cossa nel XV secolo

Giovanni Cossa, noto anche come Jean Cossa (Ischia, probabilmente il 29 marzo 1400 – Tarascona, 30 ottobre 1476), luogotenente generale di Provenza, siniscalco di re Renato d'Angiò e gran siniscalco di Provenza.

## Biografia
Nel 1433, Giovanna II gli affida l'incarico di conservatore delle foreste della corona a Napoli. Renato d'Angiò, re di Napoli ed erede di Giovanna II, combatte dal 1438 al 1442, senza successo, contro Alfonso V d'Aragona per far valere i propri diritti. Nel 1441 Renato gli concede le terre e la baronia di Grimaud, in Provenza.
Nel 1442, quando re Renato è assediato a Napoli da Alfonso d'Aragona, Cossa prende il comando di Castel Capuano, per resistere alle forze aragonesi. Re Renato, non volendo esporre Cossa e gli altri, gli invia un emissario per autorizzarlo a lasciare la cittadella contro diecimila pezzi d'oro. Lo stesso anno, arrivato in Francia, diventa luogotenente generale della Provenza, nonché siniscalco di re Renato e Gran siniscalco di Provenza. Ingrandisce ed abbellisce il castello di Grimaud.
Nel 1447, tornato in Francia, partecipa all'assemblea riunita a Lione per far cessare lo scisma tra papa Niccolò V e l'antipapa Felice V e ristabilire la pace in seno alla Chiesa. L'anno seguente è inviato come emissario-ambasciatore per negoziare l'intesa religiosa.
Nel 1448 diventa cavaliere dell'Ordine della Luna Crescente. Nel 1453 è componente di un'ambasciata a Venezia. Nel 1459 sbarca alla testa di truppe con Giovanni di Calabria, figlio di re Renato, in Italia. È nominato gran siniscalco di Sicilia. Nel 1466 accoglie gli ambasciatori inviati dai Catalani a re Renato per offrirgli la corona del Regno d'Aragona. Nel 1470 re Renato lo nomina ciambellano, gran siniscalco e luogotenente di Provenza.
Cossa muore il 3 ottobre del 1476 a Tarascona, più esattamente "la soixante-sixième année, le sixième mois et le sixième jour de son âge, l'an de notre salut 1476, le 5 des nones d'octobre", secondo l'iscrizione funeraria posta sulla sua tomba.
Avendo una devozione particolare per Marta di Betania, decide di farsi seppellire nella Collegiale reale di Santa Marta a Tarascona. La tomba sarà realizzata da Francesco Laurana.